# 尾崎散木
尾崎 散木（おざき さんぼく、元禄16年（1703年） – 安永5年2月5日（1776年3月24日））は、江戸時代中期の日本の書家・篆刻家である。
名を樗、散木は字。南龍と号した。浪華の人。

## 略伝
父清兵衛、母相馬氏の子として生まれる。新興蒙所の高弟となり佚山と並び称されその書名が高かった。蘐園学を河鹿門（河野恕斎?）に学び、その後老荘思想に傾注し禅に参じた。石見津和野藩主亀井矩貞が散木の書風を敬慕し書の師として招聘した。剣術・弓術をはじめ篆刻・琴・菊花（園芸）や養禽などの諸芸に通じた。享年74。墓所は浄春寺（大阪市天王寺区）。自印譜に『南龍先生印譜』がある。